# Мирное (Долинская городская община)
Мирное (укр. Мирне) — село в Долинской городской общине Кропивницкого района Кировоградской области Украины.
До 2020 года входило в состав Долинского района
Население по переписи 2001 года составляло 333 человека. Почтовый индекс — 28530. Телефонный код — 5234. Код КОАТУУ — 3521987402.